# Densipora
Densipora is een geslacht van mosdiertjes uit de familie van de Densiporidae en de orde Cyclostomatida. De wetenschappelijke naam ervan werd in 1881 voor het eerst geldig gepubliceerd door MacGillivray.

## Soorten
- Densipora corrugata MacGillivray, 1881

Niet geaccepteerde soort:
- Densipora maeandrina (Kirkpatrick, 1888) (taxon inquirendum)